# Myriam Bourguignon
Myriam Bourguignon est une actrice française.

## Biographie
Au début de sa carrière, Myriam Bourguignon suit plusieurs formations au sein de différents cours comme le cours Jean Perimony et le Studio Pygmalion.
À partir de 2010, elle interprète des rôles ponctuels dans plusieurs séries télévisées françaises notables comme Joséphine, ange gardien, Cherif, Candice Renoir, Section de Recherches et Profilage.
En 2015, son talent est récompensé par le Prix d’interprétation au Festival de Court-Métrage de l’Isle Adam pour son rôle dans le court-métrage Oscar et Adélaïde d'Aurélien Kouby.
À partir de 2019, elle apparaît dans des téléfilms. On peut ainsi la voir dans Les Secrets du château, un téléfilm réalisé pour France 3 par Claire de La Rochefoucauld et tourné en région Nouvelle-Aquitaine, dans lequel Anny Duperey interprète le rôle d'une châtelaine,, ainsi que dans Le Pont du Diable, un téléfilm de Sylvie Ayme tourné dans le village de Saint-Guilhem-le-Désert et ses environs,,, dans lequel Élodie Frenck interprète Marina Fazergues, commandant au SRPJ de Montpellier, dans un registre radicalement différent de la Marlène des Petits Meurtres d'Agatha Christie.
En 2020, Myriam Bourguignon tient le rôle principal dans La Mort est dans le pré, un téléfilm d'Olivier Langlois tourné à Marseille et à Forcalquier, où elle joue aux côtés de Fred Testot, le comparse d'Omar Sy,,.
En 2020, elle apparaît aux côtés de Daniel Auteuil dans Le Mensonge, une mini-série en 4 fois 52 minutes réalisée par Vincent Garenq,, et aux côtés de Florence Pernel et Raphaël Lenglet dans Meurtres à Granville de Christophe Douchand,.
En 2021, Myriam Bourguignon apparaît dans le court métrage Hyperstition de Stéphane Chis et Maxime Chuchana, qui est sélectionné parmi les 50 finalistes du Nikon Film Festival,.

## Filmographie

### Télévision
- 2012 : En famille : Priscillia
- 2012 : Joséphine, ange gardien (saison 14, épisode 64) : la copine du bar
- 2013 : Ludo : Sonia
- 2015 : Cherif (saison 2, épisode 8) : Aïcha Saadi
- 2015 : Candice Renoir (saison 3, épisodes 5 et 9) : Anna Hérédia
- 2018 : Section de Recherches (saison 12, épisode 4 Secret Défense) : capitaine Louise Serio
- 2019 : Les Secrets du château, téléfilm de Claire de La Rochefoucauld : lieutenant Sarah Slimani
- 2019 : Le Pont du Diable de Sylvie Ayme : lieutenant Inès Guemouri
- 2020 : Profilage (saison 10, épisode 2) : Nour Mezzache
- 2020 : Alex Hugo (saison 6, épisode 4) : Juliette
- 2020 : Le Mensonge, mini-série de Vincent Garenq : la capitaine Savy
- 2020 : Meurtres à Granville de Christophe Douchand : Erika Bertin
- 2021 : La Mort est dans le pré, téléfilm d'Olivier Langlois : commandante Samira Masson
- 2023 : Les Secrets du Finistère de François Basset et Anne Péjean : Clara Lambolay
- 2023 : Tandem (saison 7, épisode 13 Retour vers le passé) : Élodie Fabre
- 2024 : Après la nuit d'Indra Siera : Nafissa Lotfi
- 2024 : Meurtres à Nîmes d'Anne Péjean : Victoria Dorival
- 2025 : Double Vue de Christophe Douchand : Léa

### Cinéma

#### Longs métrages
- 2016 : Ludo de Khourban Cassam Chenaï
- 2021 : 8 Rue de l'Humanité de Dany Boon
- 2023 : Les chèvres de Fred Cavayé
- 2023 : Sur un fil de Reda Kateb
- 2023 : Tous frais payés de Frank Bellocq

#### Courts métrages
- 2015 : Le vent l'emportera de Céline Téjéro
- 2016 : Les mots doux d'Alexandre Boudet-Laniano
- 2016 : Oscar et Adélaïde d'Aurélien Kouby
- 2023 : Rictus de Alexandre Baudet-Labiano

## Distinctions
- 2015 : Prix d’interprétation au Festival du Film court de L’Isle-Adam : Oscar et Adélaïde d'Aurélien Kouby[1]
- 2018 : Prix d'interprétation au Festival du Film court de L’Isle-Adam : Toubib de Marion Le Corroller
- 2021 : Prix du public et mention spéciale du jury au festival HLM sur cour(t) : Hyperstition de Stéphane Chis et Maxime Chuchana